# چارلز ساموی
چارلز ساموی (انگلیسی: Charles Samoy؛ زادهٔ ۳۰ آوریل ۱۹۳۹) بازیکن فوتبال اهل فرانسه است.
از باشگاه‌هایی که در آن بازی کرده‌است می‌توان به باشگاه فوتبال لو آور و باشگاه فوتبال لیل اشاره کرد.